# The Smuggler's Sister
The Smuggler's Sister est un film muet américain produit par Selig, réalisé par Colin Campbell et sorti en 1914.

## Fiche technique
- Réalisation : Colin Campbell
- Scénario : Bessie Eyton
- Société de production : Selig
- Date de sortie : États-Unis : 3 mars 1914

## Distribution
- Harold Lockwood : le frère de Bessie
- Bessie Eyton : Bessie
- Wheeler Oakman : l'officier